# Daniele Archibugi
Daniele Archibugi () este un teoretician italian în științe politice și economie. Lucrările lui se concentrează asupra economiei și politicii de inovare și schimbare tehnologică, teoriei politice în relații internaționale și asupra globalizării politice și tehnologice.
În contextul teoriei politice, a dezvoltat împreună cu David Held, ideea de democrație cosmopolită.

## Biografie
A absolvit Facultatea de Economie și Afaceri, Universitatea Sapienza din Roma, cu Federico Caffè, a primit titlul de doctor de la Universitatea din Sussex (University of Sussex), Departamentul de Politici de Cercetare în Științe și Tehnologie (Science and Technology Policy Research - SPRU), unde a lucrat sub îndrumarea lui Christopher Freeman și Keith Pavitt.
A predat la Universitatea din Sussex, precum și la universitǎți din Napoli, Cambridge, Roma (Universitatea Sapienza din Roma și LUISS Guido Carli) și Madrid. 
Din 2006 este profesor onorific al Universității din Sussex.
În prezent este Director al Consiliului Național de Cercetare din Roma (Italian National Research Council) și Profesor în Inovare, Guvernare și Politici Publice la Universitatea din Londra (University of London), Birkbeck.

## Democrația cosmopolită
Împreună cu David Held, Daniele Archibugi a fost și este o figură-cheie în dezvoltarea concepției de cosmopolitism și al democrației cosmopolite. Proiectul democrației cosmopolite cerceteazǎ posibilitatea de aplicare a anumitor reguli și valori democratice în relații internaționale și politici globale. Nevoia unei asemenea perspective apare datoritǎ globalizǎrii economice și sociale ce intensificǎ vulnerabilitatea statelor. Soluția propusă de democrația cosmopolitǎ este de a dezvolta supra-instituții de stat capabile sǎ rezolve probleme statale comune precum: mediul, securitatea, migrarea, comerțul exterior și fluxurile financiare.
La nivel politic, Archibugi a sprijinit înființarea unei Curți Penale Internaționale, limitarea puterii de veto în Consiliul de Securitate al ONU și formarea unei Adunări Mondiale Parlamentare. A promovat reforma substanțiala a Organizatiei Natiunilor Unite - ONU (United Nations) si al Uniunii Europene (European Union).
A criticat summiturile G7, G8 și G20 ca fiind nedemocratice și a pledat pentru mai multă transparență în politicile de nivel mondial . S-a declarat împotriva unei Ligi a Democrațiilor (League of Democracies) argumentând că aceleași cerințe vor fi mai bine îndeplinite prin reforma democratică a Organizației Națiunilor Unite - ONU. El este unul dintre promotorii unui Parlament Mondial (World Parliament) ales în mod direct.

## Globalizarea inovației
Archibugi a dezvoltat o taxonomie a globalizării tehnologice împreuna cu Jonathan Michie, în care cei doi disting între trei modalități principale de transmitere a know-how-ului:. exploatarea internațională a inovațiilor, generarea globală a inovațiilor și colaborarea la nivel mondial în domeniul științei și al tehnologiei..
În calitate de președinte al unui grup de experți al Domeniului European de Cercetare (European Research Area) privind colaborarea internațională în domeniul științei și tehnologiei, Archibugi a subliniat faptul că declinul demografic în Europa, combinat cu lipsa de vocație a tinerilor pentru științele exacte, va genera un deficit dramatic de muncitori calificați în mai puțin de o generație.  Acest lucru va pune în pericol standardul de viață european în domenii-cheie, cum ar fi: cercetarea medicală, tehnologiile informaționale și industriile bazate pe cunoaștere intensivă. El a cerut revizuirea substanțială a politicii europene în domeniul imigrației, cu scopul de a include într-un deceniu cel puțin două milioane de studenți din țări în curs de dezvoltare calificați în domeniul științei și al ingineriei.

## Lucrări principale
În domeniul relațiilor internaționale
- (Cu David Held), Cosmopolitan Democracy. An Agenda for a New World Order (Polity Press, 1995);
- (Cu David Held și Martin Koehler), Reimagining Political Community. Studies in Cosmopolitan Democracy (Polity Press, 1998);
- Debating Cosmopolitics, (Verso, 2003);
- The Global Commonwealth of Citizens. Toward Cosmopolitan Democracy (Princeton University Press), 2008, ISBN 978-0-691-13490-1;
- (cu Mathias Koenig-Archibugi și Raffaele Marchetti) Global Democracy: Normative and Empirical Perspectives (Cambridge University Press, 2011) ISBN 978-0-521-17498-5.

În domeniul studiilor de inovare
- (Cu Mario Pianta),The Technological Specialization of Advanced Countries, preface by Jacques Delors (Kluwer, 1992);
- (Cu Jonathan Michie), Technology, Globalisation and Economic Performance, preface by Richard R. Nelson (Cambridge University Press, 1997);
- (Cu Jonathan Michie), Trade, Growth and Technical Change, preface by Nathan Rosenberg (Cambridge University Press, 1998);
- (Cu Jonathan Michie), Innovation Policy in a Global Economy, preface by Christopher Freeman (Cambridge University Press, 1999);
- (Cu Bengt-Åke Lundvall), The Globalising Learning Economy (Oxford University Press, 2001);
- (Cu Andrea Filippetti), Innovation and Economic Crises. Lessons and Prospects from the Economic Downturn (Routledge, 2011). ISBN 978-0-415-60228-0.
- (cu Andrea Filippetti Arhivat în 8 noiembrie 2016, la Wayback Machine.), The Handbook of Global Science, Technology and Innovation (Wiley, 2015). ISBN 978-1-118-73906-8.